# Fenerbahçe Beko
Fenerbahçe Beko eller bara Fener är en turkisk basketklubb från  Istanbul. Det är en av sektionerna i Klubben Fenerbahçe SK. bildades 1913 och lagets hemmaarena heter Ülker Sports and Event Hall. Stadion har en totalkapacitet på 13 800 åskådarplatser.
Nuvarande namnet Fenerbahçe Beko kom till 2006 då Fenerbahçes förra existerande basketsektion slogs ihop med Gençlik ve Spor Kulübü, som även kallades Ülkerspor, vars största sponsor var turkiska matföretaget Ülker.